# Archimestra teleboas
Genre
Espèce
Archimestra teleboas est une espèce de lépidoptères (papillons) de la famille des Nymphalidae et de la sous-famille des Biblidinae, endémique de l'île d'Hispaniola, aux Antilles.
Elle est l'unique représentante du genre monotypique Archimestra.

## Description
L'imago d'Archimestra teleboas est un papillon au dessus des ailes marron clair avec quelques petites taches blanches sur les aires basales, une ligne de taches blanches qui forment une bande blanche discale et une ligne submarginale de très discrets chevrons blancs plus visibles aux ailes postérieures.
Le revers est de couleur ocre foncé avec une aire basale tachée de blanc, une bande blanche discale et une ligne submarginale de gros points noirs.

## Distribution
Archimestra teleboas est originaire des Antilles, où elle est endémique de l'île d'Hispaniola (Haïti et République dominicaine).

## Systématique
L'espèce actuellement appelée Archimestra teleboas a été décrite par le zoologiste français Édouard Ménétries en 1832 sous le nom initial d’Argynnis teleboas.
Elle est l'espèce type et l'unique espèce du genre Archimestra, décrit par l'entomologiste canadien Eugène Munroe en 1949.

## Protection
Pas de statut de protection particulier[réf. nécessaire].